# Куликовская волость (Тюкалинский уезд)
Кулико́вская во́лость — административно-территориальная единица Тюкалинского уезда (до 1918), Калачинского уезда (после 1918) Тобольской губернии.
Волостной центр — село Куликовское.

## История
Куликовская волость образована в 1895 году путём выделения из Сыропятской волости Тюкалинского уезда.
Куликовская волость была ликвидирована в 1924 году. Территория волости вошла в состав Калачинской укрупнённой волости.

## Административное деление
В состав волости в 1900 году входили следующие населённые пункты:
- село Куликовское
- деревня Архангельская
- посёлок Стародубский
- посёлок Петровский
- посёлок Сорочинский
- деревня Таволжанка
- село Крутолучинское
- посёлок Новый Свет
- посёлок Ясная Поляна
- деревня Глуховская
- посёлок Тургеневский
- деревня Калачики
- посёлок Архиповский
- деревня Зотина
- деревня Игнатьева
- деревня Георгиевская
- посёлок Потанинский
- деревня Круглова
- посёлок Кольцовский
- село Юрьевское
- деревня Спасская
- деревня Кирсанова
- деревня Киберско-Спасская
- деревня Большеозерная
- посёлок Исаевский
- деревня Больше-Митькина
- деревня Мало-Митькина
- посёлок Весёлый привал
- посёлок Царицинский